# Gerd Eidam
Gerd Eidam (* 1941 in Ehringshausen, Lahn-Dill-Kreis) ist ein deutscher Dichterjurist.

## Leben
Eidam stammt aus einer hessischen Juristen- und Künstlerfamilie und wuchs in Gelnhausen auf. Er ist Sohn des Malers Wilhelm Eidam. Eidam studierte Rechtswissenschaften und wurde 1984 mit der Arbeit Spartentrennung in der Rechtsschutzversicherung an der Universität Hamburg zum Dr. jur. promoviert. Bereits 1975 wurde er als Rechtsanwalt zugelassen. Diese Zulassung hat er aus Altersgründen 2019 zurückgegeben. Eidam war zudem über 25 Jahre als Vorstandsmitglied verschiedener Versicherungsgesellschaften tätig. Als Jurist und Autor verfasste er Fachbücher und Veröffentlichungen zum Unternehmensstrafrecht, Versicherungs- und Nachbarschaftsrecht. Heute schreibt er neben weiteren Romanen regelmäßig Beiträge über berühmte Persönlichkeiten und historische Ereignisse seiner Heimatstadt Gelnhausen.
2006 wurde Gerd Eidam für seine beiden Werke Faustens Kind (1998, 2005) und Straßenköter (2004) mit dem Novalis-Preis für Literatur des Vereins «Pro Kultur» e. V. geehrt. In der Begründung der Jury heißt es u. a.: „Es gelingt ihm in beeindruckender Weise, Vergangenheit und Gegenwart zu verknüpfen ... Dabei kommt Eidam auf die Grundfragen dessen zu sprechen, das wir das Menschliche nennen, ohne dass ihm das Allzumenschliche fremd bleiben würde; im Nebeneinander von Tradition und Moderne gelingt es ihm in seinen Büchern, im Novalis’schen Sinne ‚hinter die Dinge’ zu sehen.“ Die Laudatio wurde von dem Schriftsteller André Schinkel gehalten.
Gerd Eidam lebt in Burgwedel bei Hannover.

## Werke

### Sachbuch
- Rechtsschutz für Eilige. Joh. Dieckmann, Hannover 1981, 3. erweiterte Auflage 1984.
- Das Umweltstrafverfahren in der Praxis. Linden-Druck, Hannover 1990.
- Unternehmen und Strafe: Vorsorge und Krisenmanagement. Heymann, Köln 1993; 5. Auflage 2018, ISBN 978-3-452-27718-3.
- Industrie-Straf-Rechtsschutzversicherung. Kommentar zu den Sonderbedingungen. Heymann, Köln 1994, ISBN 3-452-22615-8.
- Straftäter Unternehmen. Beck, München 1997, ISBN 3-406-42315-9.
- Nachbarrecht im Freistaat Sachsen. Mitteldeutscher Verlag, Halle (Saale) 1998, ISBN 3-932776-60-7.
- Nachbarrecht in Sachsen-Anhalt. Mitteldeutscher Verlag, Halle (Saale) 1998; 2. Auflage 2000, ISBN 3-89812-017-1.
- Führungskräfte - Mit einem Bein im Gefängnis?, Gefahrenverhütung ist Chefsache und Das Persönlichkeitsbild der Führungskraft im Spiegel der Rechtsprechung, in: Die Organisation des betrieblichen Umweltschutzes [Hrsg. Heinz W. Adams/Gerd Eidam]; Frankfurter Allgemeine Zeitung, Frankfurt a. M. 1991; ISBN 3-924875-77-4.

- Unternehmenshaftung und Wirtschaftsethik - Rahmenbedingungen oder unternehmerische Haftungsgrundlage?, in: Investitionsgüter- und High-Tech-Marketing (ITM): Erprobte Instrumentarien. Erfolgsbeispiele, Problemlösungen [Richard Hofmaier, Hrsg.]; mi Verlag moderne Industrie; Landsberg/Lech; ISBN 3-478-22650-3.
- Strafrecht und Industrie-Straf-Rechtsschutzversicherung, in: Produkthaftung - Herausforderungen an Manager und Ingenieure [Carl-Otto Bauer und Christian Hinsch, Hrsg.]; Springer-Verlag, Berlin, Heidelberg, New York 1994; ISBN 3-540-55519-6.
- Forms of Criminal Responsibility of Organisations: Aspects of Legal Practice in Germany, in: Criminal responsibility of legal and collective entities: International colloquium, Berlin, May 4 - 6, 1998 [ed. by Albin Eser, Günter Heine und Barbara Huber], edition iuscrim, Freiburg 1999; ISBN 3-86113-942-1.

### Weitere Fachpublikationen
- Die Angst vor dem Risikofall, in: INNOVATIO, 5/1990, 70 ff.
- Die strafrechtliche Verantwortung des Unternehmens und seiner Mitarbeiter, in: Produkthaftpflicht international (PHI), 6/1991, 232 ff.
- Manager in der Klemme, in: wirtschaftsspiegel - Kurier der Industrie- und Handelskammer zu Münster, 2/94, 26 ff.
- Rechtsschutz in Strafsachen bei Vorsatztaten, in: StraFo - Strafverteidiger Forum, 4/1995, 105 ff.
- Korruption als Betriebsmodus, in: Kriminalistik - Zeitschrift für die gesamte kriminalistische Wissenschaft und Praxis, 8 - 9/1996, 543 ff.
- Die Strafbarkeit von Unternehmen - ein internationaler Überblick, in: PHI 2003, 56 ff.
- Ruhe bewahren ...- Verhaltensregeln bei Durchsuchungen, in: ANWALT 7/2003, 8 ff.
- Der faktische Geschäftsführer und § 30 OWiG, in: StraFo - Strafverteidiger Forum, 9/2003, 299 ff.
- Die Verbandsgeldbuße des § 30 Abs. 4 OWiG - eine Bestandsaufnahme, in: wistra - Zeitschrift für Wirtschafts- und Steuerstrafrecht, 12/2003, 447 ff.
- Die Straf- und Bußgeldbestimmungen des neuen Geräte- und Produktsicherheitsgesetzes, in: NJW - Neue Juristische Wochenschrift, 15/2005, 1021 ff.
- Strafbarkeit von Unternehmen im ausländischen Recht (Teil 1) - Schweiz, in: PHI 2006, 154 ff.
- Strafbarkeit von Unternehmen im ausländischen Recht (Teil 2) - Österreich, in: PHI 2007, 148 ff.
- Besprechung Lackner/Kühl, Strafgesetzbuch, Kommentar, 29. neu bearb. Auflage, München, Beck 2018, in: NJW - Neue Juristische Wochenschrift, 49/2018, 3568.

### Romane
- Faustens Kind. Halle (Saale) 1998; leicht veränderte Neuauflage, Anderbeck 2005; ISBN 3-937751-11-4.
- Straßenköter. Anderbeck 2004; ISBN 3-937751-10-6.
- Riemville Sechzig. Anderbeck 2006; ISBN 3-937751-36-X.
- Der blaue Ordner. Gelnhausen 2020; ISBN 3-95828-237-7.
- Mensch Langer. Gelnhausen 2021. ISBN 978-3-95828-247-6.

### Biografien
- Dank des Preisträgers, in: Novalis-Preis für Literatur 2006 des Vereins >Pro Kultur e.V.< - Dokumentation der Preisverleihung an Gerd Eidam am 25. März 2006 in der Lutherstadt Wittenberg [Roland Schimek / Katrin Budde, Hrsg.]; Anderbeck-Verlag 2006; ISBN 3-937751-34-3.
- Mensch, Jurist und Künstler - Gerrit Winter im Portrait, in: Liber amicorum für Gerrit Winter [Hrsg.: Volker-Joachim Bergeest u. Hubertus W. Labes], Verlag Versicherungswirtschaft GmbH, Karlsruhe 2007, ISBN 978-3-89952-338-6.
- Jörg Immendorff - Mensch, Maler, Visionär: aus seinem grafischen Werk; Kunstausstellung Gelnhausen 2009 / [Hrsg.: Hallen- und Veranstaltungsgesellschaft Gelnhausen mbH. Zwischentexte ohne Fundstellenangaben: Gerd Eidam]. Klecks-Verlag (Gelnhausen); 2009, ISBN 978-3-942884-14-3 und ISBN 978-3-00-027920-1.
- Wilhelm Eidam, Mensch und Maler in Gelnhausen, Kürle-Verlag, Gelnhausen 2014; ISBN 978-3-924417-54-3.